# Дударики (фільм)
«Дуда́рики» (рос. «Дударики») — український радянський художній кінофільм 1979 року, знятий режисером Станіславом Клименком на кіностудії ім. Олександра Довженка.

## Сюжет
Історія про пригоди пастуха, який своїми піснями й надзвичайним голосом чарує всіх, хто зустрічається на його шляху: суворих комісарів, бандитів, композиторів і, нарешті, красуню-рибачку.

## Акторський склад
- Ярослав Гаврилюк — Гриць
- Наталія Сумська — Христина
- Богдан Ступка — Леонтович
- Федір Стригун — Стригун
- Федір Панасенко — Батурин
- Григорій Гладій — отаман
- Світлана Автухова — Явдошка
- Лідія Чащина — акомпаніатор Леонтовича
- Констянтин Степанков — циган
- В. Чуринов — Корнюха
- Анатолій Столбов — Горшков
- Віктор Мірошниченко — уповноважений ЧК
- Віктор Півненко — чоловік Христини
- Роман Усенко, Маріанна Колюшина — діти Христини
- С. Вірченко — медсестра
- В епізодах: Борис Александров, Іван Бондар, Г. Ведмідський, Іван Голубов, Сергій Дворецький, Степан Донець, М. Заграничний, М. Запесочний, Микола Ковтуненко, Володимир Костюк, Юрій Мажуга, Л. Марченко, В. Мишаков, В. Пархомчик, Ніна Реус

## Знімальна група
- Сценаристи: Щербак Анатолій, Митько Євген
- Режисер-постановник: Станіслав Клименко
- Художній керівник: народний артист СРСР Тимофій Левчук
- Оператор-постановник: Василь Курач
- Художники-постановники: Григорій Павленко, Микола Поштаренко
- Режисер: В. Чупирєв
- Оператор: Г. Красноус
- Звукооператор: А. Ковтун
- Монтажер: І. Басніна
- Костюми: Алла Костенко
- Грим: Олена Емма, К. Одинович
- Редактор: Марина Меднікова
- Комбіновані зйомки:
  - оператор: Костянтин Лавров
  - художник: Михайло Полунін
- Асистенти режисера: Н. Бондарчук, А. Песков, С. Чернілевський
- Директор картини: Дмитро Бондарчук

## Музика у фільмі
- Композитор: Ігор Поклад
- Пісня на вірші Михайла Ткача
- Державний заслужений симфонічний оркестр УРСР, диригент Вадим Гнєдаш
- Соліст: Віктор Шпортько
- У фільмі використані хорові мініатюри та народні пісні в обробці М. Д. Леонтовича.

## Нагороди
- Кінофестиваль «Молодість—80»: призів і нагород удостоєні виконавці головних ролей — Наталя Сумська та Ярослав Гаврилюк.[1]
- Премії ім. М. Островського 1984 р. удостоєно режисера Станіслава Клименка за роботу над фільмами «Весь світ в очах твоїх», «Дударики» і «Вир».[1]